# Ізвеков Антон Вікторович
Антон Вікторович Ізвеков (нар. 30 травня 1981) — український футболіст, півзахисник. Провів понад 250 матчів на професійному рівні.

## Життєпис
Розпочав кар'єру в «Машинобудівнику» із Дружківки Донецької області, яка виступала у Другій лізі України. На професійному рівні дебютував 2 серпня 1999 року у матчі проти чернігівської «Десни» (1:1). Два роки по тому перейшов до донецького «Металурга», але виступав за другу команду, з якою посів третє місце у Другій лізі. У сезоні 2002/03 років грав одразу у трьох клубах — сумському «Спартаку», золочівському «Соколі» та чернігівській «Десні». У складі останнього з вище вказаним клубом надалі двічі завойовував срібло Другої ліги. Влітку 2005 року перейшов у дніпродзержинську «Сталь», будучи основним гравцем команди протягом трьох сезонів Першої ліги України. Разом із командою доходив до 1/4 фіналу Кубка України, де «Сталь» поступилася сімферопольською «Таврії». Після вильоту «Сталі» з Першої ліги за підсумками сезону 2007/08 років приєднався до «Севастополя». Гра за «моряків» привернула увагу селекціонерів «Таврії» з Вищої ліги, але за підсумками перегляду Ізвеков залишив розташування клубу. Єдиним голом за «Севастополь» відзначився у матчі проти «Прикарпаття» (3:0). За підсумками сезону 2009/10 років «Севастополь» посів перше місце у Першій лізі та вперше завоював путівку до Прем'єр-ліги України. 
Тим не менш, на найвищому рівні Антону зіграти не вдалося, оскільки напередодні старту наступного сезону його віддали в оренду харківському «Геліосу», який виступав у Першій лізі. Взимку 2011 року повернувся до розташування «Севастополя», але одразу залишив клуб вільним агентом. Після цього завершив виступи на професійному рівні й надалі грав за аматорські клуби Донецької області. 2014 року став тренером футбольної академії донецького «Олімпіка». З 2015 по 2018 рік грав за різні команди у чемпіонаті так званої ДНР. Виступав за збірну так званої ДНР. Тренував дитячу команду «Кіровець».
Влітку 2020 року у віці 39 років був заявлений за керченський «Океан», який брав участь у Прем'єр-лізі Кримського футбольного союзу. У складі команди відзначився хет-триком у ворота бахчисарайського «Кизилташа» (4:3), що дозволило команді залишити зону вильоту та залишитись у Прем'єр-лізі КФС у наступному сезоні. Залишив команду влітку 2021 року.

## Статистика виступів
| Клуб                       | Сезон   | Ліга               | Ліга  | Ліга | Кубок | Кубок |
| Клуб                       | Сезон   | Дивізіон           | Матчі | Ліги | Матчі | Ліги  |
| -------------------------- | ------- | ------------------ | ----- | ---- | ----- | ----- |
| «Машинобудівник»           | 1999/00 | Друга ліга України | 23    | 2    | 1     | 0     |
| «Машинобудівник»           | 2000/01 | Друга ліга України | 28    | 4    | 1     | 0     |
| «Металург-2»               | 2001/02 | Друга ліга України | 19    | 1    |       |       |
| «Спартак» (Суми)           | 2002/03 | Перша ліга України | 4     | 0    | 1     | 0     |
| «Сокіл» (Золочів)          | 2002/03 | Перша ліга України | 4     | 0    |       |       |
| «Десна»                    | 2002/03 | Друга ліга України | 9     | 1    |       |       |
| «Десна»                    | 2003/04 | Друга ліга України | 25    | 3    | 1     | 0     |
| «Десна»                    | 2004/05 | Друга ліга України | 27    | 1    | 1     | 0     |
| «Сталь» (Дніпродзержинськ) | 2005/06 | Перша ліга України | 30    | 3    | 2     | 0     |
| «Сталь» (Дніпродзержинськ) | 2006/07 | Перша ліга України | 26    | 1    | 4     | 0     |
| «Сталь» (Дніпродзержинськ) | 2007/08 | Перша ліга України | 30    | 0    | 1     | 0     |
| «Севастополь»              | 2008/09 | Перша ліга України | 22    | 0    | 1     | 0     |
| «Севастополь»              | 2009/10 | Перша ліга України | 26    | 1    | 1     | 0     |
| «Геліос»                   | 2010/11 | Перша ліга України | 8     | 0    |       |       |
| Загалом                    | Загалом | Загалом            | 281   | 17   | 14    | 0     |

## Досягнення
- Перша ліга України
  -  Чемпіон (1): 2009/10

- Друга ліга України
  -  Срібний призер (2): 2003/04, 2004/05
  -  Бронзовий призер (1): 2001/02